# Proasellus lescherae
Proasellus lescherae is een pissebed uit de familie Asellidae. De wetenschappelijke naam van de soort is voor het eerst geldig gepubliceerd in 1978 door Henry & Magniez.